# Corde d'arc
Pour les articles homonymes, voir Corde.

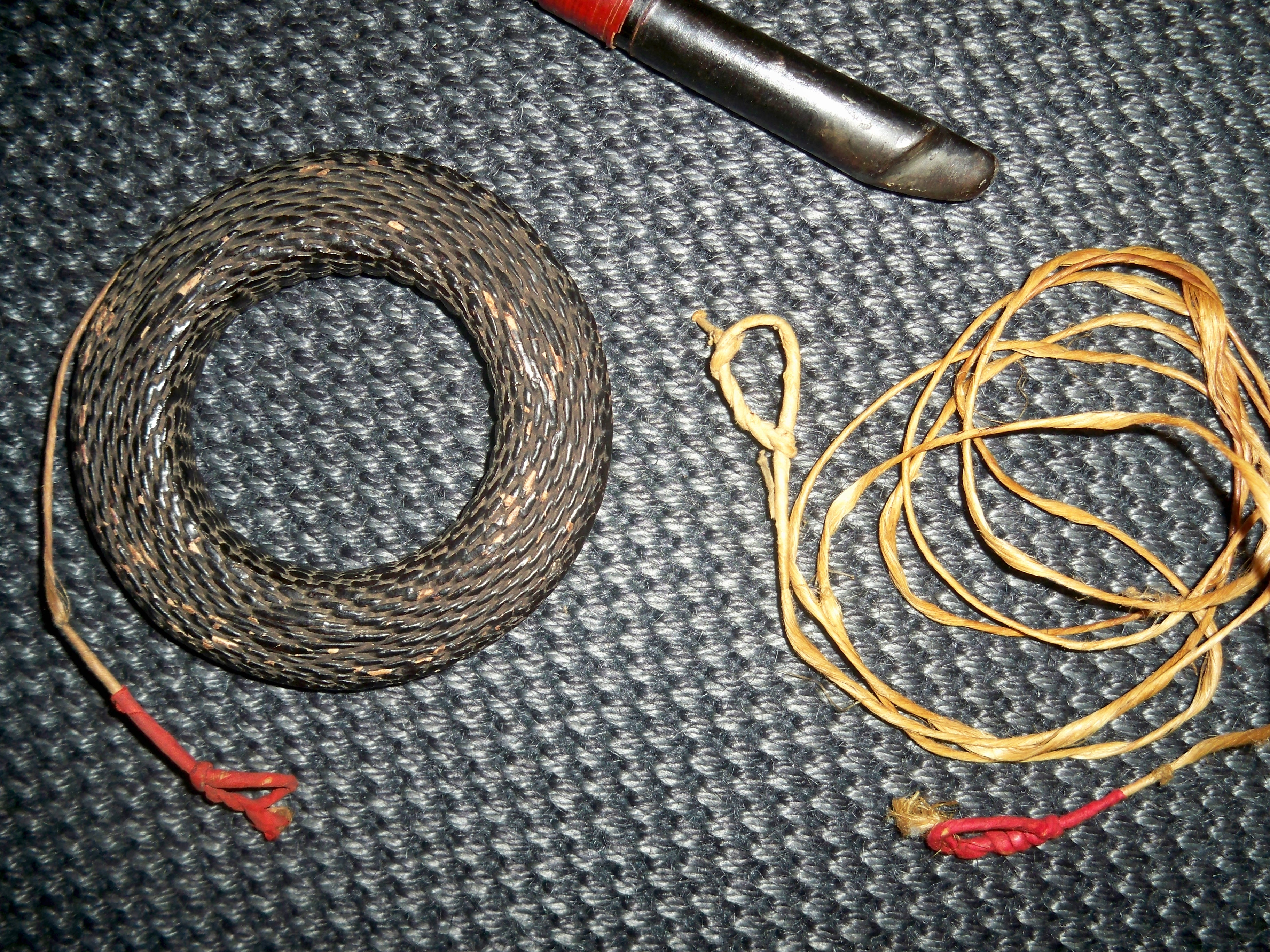
Corde japonaise (tsuru) et porte-corde tissée (tsurumaki).

Une corde d'arc sert à joindre les deux extrémités d'un arc et à propulser la flèche. Les propriétés souhaitables sont la légèreté, la résistance, résistance à l'abrasion et résistance à l'eau. L'ajoute de masse a plus d'impact au centre de la corde, 1 g de masse supplémentaire au milieu de la corde équivaut à 3,5 g aux extrémités. Un ajout de masse à pour effet de ralentir la flèche.

## Constitutions de la corde

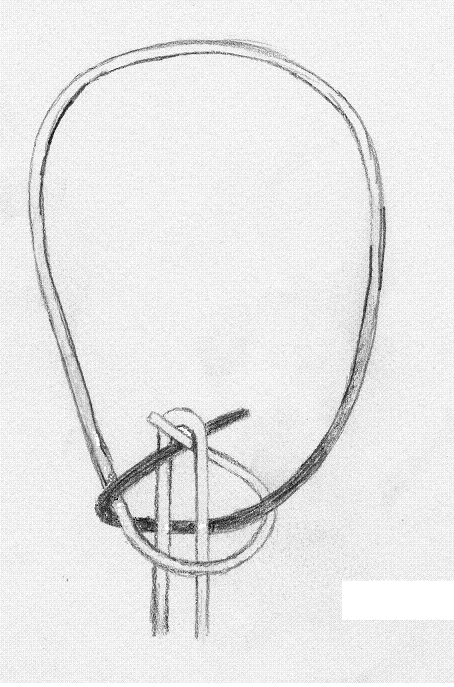
Un nœud turc.

La plupart des cordes d’arc peuvent être décrites comme simples, inversées ou en boucle.
Des cordes simples peuvent être constituées de n'importe quelle fibre et être torsadées en un seul cordon. Ces cordes ont été utilisées dans de nombreuses régions du monde et sont toujours efficaces et rapides à fabriquer. Cependant, elles ont tendance à être plus faibles pour leur puissance et elles peuvent également se séparer si elles ne sont pas constamment sous tension. Elles sont normalement fixés à l’arc par un nœud et par deux demi-attelages à chaque extrémité. 
Les cordes à torsion inversée sont traditionnelles en Europe et en Amérique du Nord pour la plupart des matériaux naturels. Le lin et la fibre de chanvre ont été largement utilisés et le sont toujours par les matériaux modernes. Une corde à torsion inverse est constituée de brins séparés, chaque paquet étant individuellement torsadé dans une direction ; l'ensemble du groupe de paquets est ensuite tordu dans l'autre sens. Le résultat a tendance à être plus solide qu'une corde simple ou bouclée, et tient mieux ensemble qu'une corde simple. Contrairement à certaines cordes à boucles, toute l'épaisseur de la corde passe autour des entailles aux extrémités de l'arc, où l'usure est généralement la plus grande. Des fils supplémentaires peuvent également être insérés au point d'ancrage de la flèche, qui est un endroit d'usure probable. La corde peut être fixée à l'arc par un nœud à chaque extrémité, généralement un nœud de bois, également appelé nœud du tireur. 
La corde flamande traditionnelle comporte une boucle insérée à une extrémité, ce qui est plus facile que la plupart des nœuds à passer au-dessus de l'encoche de l'arc pour bander et débander l'arc. Elles sont plus compliquées à fabriquer ; la longueur la plus courte, vers une extrémité, qui formera la boucle est d'abord tordue en sens inverse. Les extrémités de chaque brin sont ensuite posées dans la longueur principale des brins, qui sont ensuite torsadés en sens inverse. La corde japonaise est fabriquée par torsion inverse dans différentes directions dans le cœur et les couches extérieures de la corde. 
Les cordes en boucle sont constituées d'une ou de plusieurs boucles continues de matériau. Les chaînes modernes sont souvent fabriquées sous la forme d'une seule boucle continue : elles servent ensuite à donner la forme finale. L'un des inconvénients est la faible quantité de fibres aux extrémités, où l'usure est la plus probable.  
Dans de nombreuses régions d'Asie, les cordes traditionnelles ont une seule boucle au centre, les extrémités étant constituées de longueurs séparées nouées à l'aide d'un nœud spécial. Cette conception permet d'utiliser davantage de fibres aux extrémités, là où le poids est moins important et l'usure plus probable. 

## Matériaux de cordes
Les matériaux traditionnels comprennent le lin, le chanvre, d'autres fibres végétales, le tendon, la soie et le cuir brut. Presque n'importe quelle fibre peut être utilisée en cas d'urgence. Les fibres naturelles sont très inhabituelles sur un arc classique moderne ou sur un arc à poulies, mais sont toujours efficaces et toujours utilisées sur les arcs traditionnels en bois ou en composite. Le tendon et les cordes en peau peuvent être sérieusement affectés par l'eau,. 
Les matériaux modernes largement utilisés sont plus solides pour leur puissance que tout autre matériau naturel et la plupart ne sont pas affectés par l'eau. On trouve notamment : 
- Dacron (force par brin de 22,5 kg, étirement de 2,6 %), un matériau polyester couramment utilisé. En raison de sa durabilité et de son élasticité, le Dacron est couramment utilisé sur les équipements pour débutants, les arcs en bois et les arcs plus anciens. L’étirement relativement élevé cause moins de chocs à l’arc, ce qui est une caractéristique importante pour les arcs avec des poignées en bois. Les cordes Dacron sont faciles à entretenir et peuvent durer plusieurs années.

- Les polymères à cristaux liquides tels que le Kevlar et Vectran (résistance par brin de 31,8 kg étirement de 0,8 %) sont des matériaux polymères de densité supérieure et de diamètre inférieur au Dacron, ce qui entraîne une vitesse de flèche plus rapide (environ 2 mètres par seconde plus rapide). Il y a deux problèmes avec ce matériel. Tout d'abord, son étirement limité provoque une augmentation du stress dans les branches de l'arc. Deuxièmement, une corde en Kevlar ne peut durer que 1 000 tirs avant de se rompre car elle a tendance à se fatiguer à cause de la flexion au point de fixation. La détérioration de la corde a tendance à être soudaine plutôt que progressive.

- Le polyéthylène de masse molaire très élevée, tels que Spectra et Dyneema (force par brin de 45,5 kg, étirement de 1,0 %), est utilisé depuis les années 1990. Elles sont donc plus légères, et donc plus rapides, que le kevlar. Elles ont une durée de vie beaucoup plus longue.

Les cordes modernes sont souvent fabriquées à partir de fibres composites telles qu'un mélange de Vectran et de Dyneema pour profiter des avantages des deux.